# Либерти (компания)
ООО «Либерти» — российская специализированная туристическая компания для людей с ограниченными возможностями, туроператор, работающий в Санкт-Петербурге с 2004 года. Занимается предоставлением туристических услуг исключительно инвалидам-колясочникам, а также адаптацией различных городских достопримечательностей для этих людей. Туры помимо Санкт-Петербурга организуются в Новгороде, Выборге, на Золотом кольце и прочих культурных центрах, преимущественно на территории постсоветского пространства, но есть также туры по Европе: во Франции, Испании, Греции и т. д.

## История
Компания основана в 2004 году в Санкт-Петербурге экскурсоводами Натальей Гаспарян и Марией Бондарь — девушки уже давно мечтали о создании собственного туристического агентства, но из-за слишком высокой конкуренции в этой отрасли опасались выходить на туристический рынок — тогда у них возникла идея создать первую в России специализированную турфирму для инвалидов. Изначально фирма занималась приглашением немецких туристов в Санкт-Петербург, сотрудники компании тщательно продумывали маршруты туров, чтобы они были максимально доступны для инвалидов колясочников. Бюджет компании составлял всего лишь 40 тыс. рублей, дополнительно они взяли в банке 700 тыс. рублей в качестве потребительского кредита. «Мы не собирались создавать благотворительную организацию. Мы хотели, чтобы туристы на колясках чувствовали себя полноценными заказчиками полноценной услуги».
Переломный момент в деятельности ООО «Либерти» произошёл в 2010 году, когда компания выиграла общероссийский конкурс социальных предпринимателей и получила беспроцентный заём в размере 1,7 млн рублей от фонда региональных социальных программ «Наше будущее», руководимого известным российским бизнесменом Вагитом Алекперовым. С этого момента производительность агентства возросла до 200 туров за сезон, годовой оборот составил 3 млн рублей, а в 2011 году увеличился до 3,5 млн. Компания по-прежнему получает основную прибыль именно от иностранных клиентов, тогда как российским туристам-инвалидам туры предоставляются по себестоимости, а детям-инвалидам — бесплатно. Фирма занимается активной общественной деятельностью, разрабатывает и реализует проекты оснащения музеев полноценными пандусами, чтобы сделать их более удобными для посещения людьми на креслах-каталках. В планах турфирмы строительство доступного хостела, выпуск путеводителей и журналов «доступного туризма»
.
В 2012 году Наталья Гаспарян и Мария Бондарь стали лауреатами премии за вклад в развитие и продвижение социального предпринимательства в России «Импульс добра». В 2015 году журнал Сноб выделил «Либерти» в числе пяти успешных российских компаний в сфере социального бизнеса, по данным издания годовой оборот компании составляет 4 млн рублей.
В число учредителей фирмы входит Санкт-Петербургская региональная общественная организация инвалидов и создатели городской социально-политической газеты для инвалидов «Мы — часть общества». В планы компании входит организация туристических поездок для инвалидов другого типа, в том числе для глухих и слабослышащих людей».